# Vysoký kámen (Novohradské podhůří)
Vysoký kámen též Slepice (869 m n. m.) je druhou nejvyšší horou Slepičích hor, Soběnovské vrchoviny a celého podhůří Novohradských hor. Nachází se asi 3 km severozápadně od obce Benešov nad Černou v okrese Český Krumlov.

## Geologie a geomorfologie
Vytváří krátký hřbítek protažený ve směru SSZ – JJV. Na vrcholu a v jeho okolí se nacházejí četné periglaciální skalní útvary (izolované skály, skalní hradby a mrazové sruby, soliflukcí rozvlečená kamenná suť) z granodioritu a ze středně zrnité porfyrické biotitická žuly moldanubického plutonu weinsberského typu.

## Ochrana přírody
Vysoký kámen je součástí Přírodního parku Soběnovská vrchovina a na jeho východním svahu se nachází přírodní rezervace Vysoký kámen chránící přirozené květnaté bučiny na suťovém svahu s charakteristickým druhovým složením a s hnízdištěm výra velkého.

## Pověsti
Hora je opředena pověstmi o ukrytém pokladu či ohňových signálech vysílaných kdysi odtud do okolí. Prý již za Keltů byla vyhledávaným kultovním místem.

## Přístup
V sedle mezi vrcholy Vysokého kamene a sousedního vrchu Kohout se nalézá rozcestí několika značených turistických cest:
- červená turistická značka z Kaplice (12,5 km)
- červená turistická značka z Benešova nad Černou (4,5 km) – z této strany vede na skalní hřbet stezka z poskládaných balvanů, tzv. "Nebeské schody"[8]
- žlutá turistická značka z Klení (3 km)
- červená turistická značka z Trhových Svinů (13 km)